# Hughes & Kettner
Hughes & Kettner è una delle più importanti aziende di amplificatori per chitarra.
È stata costituita nel 1984. Attualmente annovera fra i suoi collaboratori, addetti alla ricerca del suono ed al design, il chitarrista tedesco Thomas Blug.
La Hughes & Kettner è nota nel mondo dei musicisti per i suoi innovativi amplificatori valvolari. Per offrire prodotti sempre ai massimi livelli i suoi ingegneri hanno sviluppato il VTI (Vacuum Tube Inspector), uno speciale tester per il controllo computerizzato delle valvole.
La sede è a St. Wendel in Germania.

## Principali artisti
- Jeff Waters (Annihilator)
- Alex Lifeson (Rush)
- Allan Holdsworth
- Tommy Thayer (Kiss)
- Chris Henderson (3 Doors Down)
- Kat Dyson
- Tony MacAlpine